# Article sis de la Constitució dels Estats Units
L'article VI de la Constitució dels Estats Units estableix que les deutes contretes per l'estat abans de la constitució seguiran essent vàlides un cop la constitució entri en vigor, també estableix que la Constitució dels Estats Units i les lleis i tractats dels Estats Units que estiguin realitzats d'acord amb la Constitució són Llei Suprema de l'estat, i finalment regula el jurament que han de prendre els càrrecs públics alhora d'ocupar un càrrec federal.

## Text
El text de l'article sis de la constitució dels Estats Units diu així:
| « | (català) Tots els deutes contrets i els compromisos adquirits abans de l'adopció d'aquesta Constitució seran tan vàlids en contra dels Estats Units sota aquesta Constitució com sota la Confederació. Aquesta Constitució, i les lleis dels Estats Units que es facin d'acord amb aquesta; i tots els tractats subscrits o que se subscriguin sota l'autoritat dels Estats Units, seran la Llei Suprema del país; i els jutges de cada Estat estaran per tant obligats a observar-los, sense consideració de res que hi estigui en contra en la Constitució o les lleis de qualsevol estat. Els senadors i representants esmentats, els membres dels diferents legislatius estatals i tots els funcionaris executius i judicials, tant dels Estats Units com dels diversos estats, estaran obligats mitjançant jurament o promesa a sostenir aquesta Constitució; però no s'exigirà mai una prova religiosa com a condició per a ocupar cap càrrec o mandat públic que depengui dels Estats Units. | (anglès) All Debts contracted and Engagements entered into, before the Adoption of this Constitution, shall be as valid against the United States under this Constitution, as under the Confederation. This Constitution, and the Laws of the United States which shall be made in Pursuance thereof; and all Treaties made, or which shall be made, under the Authority of the United States, shall be the supreme Law of the Land; and the Judges in every State shall be bound thereby, any Thing in the Constitution or Laws of any State to the Contrary notwithstanding. The Senators and Representatives before mentioned, and the Members of the several State Legislatures, and all executive and judicial Officers, both of the United States and of the several States, shall be bound by Oath or Affirmation, to support this Constitution; but no religious Test shall ever be required as a Qualification to any Office or public Trust under the United States. | » |

## Deutes
La primera clàusula de l'article sis estipula que els deutes contretes abans de l'adopció de la Constitució són vàlides, com sota els articles de la Confederació.

## Supremacia
La segona clàusula estipula que la Constitució, lleis federals d'acord amb la Constitució, i tractats celebrats o que se celebrin sota la seva autoritat, són la Llei Suprema del País. Els tribunals estatals són obligats a la Llei Suprema; en casos de conflicte entre una llei federal i estatal, la llei federal ha de ser ratificada. Les constitucions estatal estan sobordinades també a la llei federal.

## Juraments
Els legisladors federals i estatals, funcionaris administratius i jutges són, per la tercera clàusula de l'article, obligat per jurament o promesa a donar suport a la Constitució. In ExParteix Garland (1866), la Cort Suprema va dictaminar que l'assaig de jurament va violar la Constitució, per això va invalidar la llei que va requerir el jurament. El Congrés ha creat un nou jurament que és constitucional.

## Religió
Cap prova religiosa haurà de ser presa com a condició per ocupar cap càrrec federal. Encara que aquesta clàusula va ser pensada per partidaris de la separació Església-Estat, i per prevenir una forma d'Inquisició o un altre sistema religiós opresivo, en anys recents, amb l'auge de religions no cristianes al país, la clàusula ha estat minimitzada o ignorada pels sectors més conservadors, que veuen com una amenaça als qui no pertanyen a la religió protestant majoritària.